# Seulo
Seulo là một đô thị ở tỉnh Sud Sardegna, vùng Sardegna của Ý, có vị trí cách khoảng 70 km về phía bắc của Cagliari. Đến thời điểm ngày 31 tháng 12 năm 2004, đô thị này có dân số 970 và diện tích là 58,8 km².
Seulo giáp các đô thị: Aritzo, Arzana, Gadoni, Sadali, Seui, Villanova Tulo.